# Elektra (2005)
Elektra is een Amerikaanse-Canadese  film uit 2005 van regisseur Rob Bowman. De film is gebaseerd op de Marvel Comics strip over de superheldin Elektra Natchios. De hoofdrollen worden vertolkt door Jennifer Garner, Goran Višnjić, Kirsten Prout en Will Yun Lee.

## Verhaal
De strijd tussen goed en kwaad woedt al eeuwen. Het kwaad heeft zich georganiseerd in de organisatie de Hand, terwijl het goede de weg van de Kimagura volgt: een meditatie- en gevechtstechniek waarmee tijd, toekomst en zelfs leven en dood kan worden gecontroleerd.
Elektra Natchios' ouders werden door de Hand vermoord toen ze nog maar een klein meisje was. Ze werd door Stick opgeleid in de Kimaguratechnieken, en hoewel ze een zeer goede vechtster wordt, stuurt hij haar uiteindelijk weg omdat haar donkere gedachten een verdere opleiding in de weg zitten. Elektra ontwikkelt zich tot een gevaarlijke huurmoordenares. Voor haar laatste opdracht moet ze een paar dagen doorbrengen in een huisje aan een meer in een dunbevolkte streek. Hier leert ze Abby en haar vader Mark Miller kennen, haar nieuwe buren. Maar wanneer ze haar opdracht ontvangt blijken Mark en Abby de doelwitten te zijn. Ze heeft de twee al leren kennen en kan het niet over haar hart verkrijgen ze te vermoorden. In plaats daarvan besluit ze hen te beschermen, zeker als blijkt dat de Hand hen dood wil.

## Rolverdeling
- Jennifer Garner - Elektra Natchios
  - Laura Ward - Elektra als kind
- Goran Višnjić - Mark Miller
- Kirsten Prout - Abby Miller/"de Schat"
- Will Yun Lee - Kirigi
- Cary-Hiroyuki Tagawa - Roshi
- Terence Stamp - Stick
- Natassia Malthe - Typhoid
- Bob Sapp - Stone
- Chris Ackerman - Tattoo
- Edson T. Ribeiro - Kinkou
- Colin Cunningham - McCabe
- Hiro Kanagawa - Meizumi
- Kurt Max Runte - Nikolas Natchios
- Mark Houghton - Bauer
- Tom Woodruff Jr. - Demon in Elektra's visioen (onvermeld)

## Prijzen en nominaties
- 2005 - MTV Movie Award
  - Genomineerd: Beste zoen (Jennifer Garner en Natassia Malthe)
- 2005 - Teen Choice Award
  - Genomineerd: Beste actrice in een actiefilm (Jennifer Garner)

## Trivia
- Ben Affleck maakte oorspronkelijk een kleine verschijning in de film maar zijn stuk werd er uiteindelijk uitgeknipt en is alleen te zien op de dvd.